# Faro di Point Lynas
Il faro di Point Lynas (in gallese: Trwyn y Balog) è un faro situato a circa 2 chilometri a est del villaggio di Llaneilian nella contea di Anglesey in Galles. Il faro è inserito nell'elenco dei monumenti della Royal Commission on the Ancient and Historical Monuments of Wales. Il faro si trova all'estremità settentrionale dell'isola.
Dal 1766, il sito in cui fu eretto il primo faro nel 1779 fu utilizzato dal Liverpool Pilotage Service come base per i piloti che entravano nel porto di Liverpool.
L'attuale faro e gli edifici furono costruiti nel 1835 da Mersey Docks e Harbour Board, che il 2 aprile 1973 trasferì la responsabilità per il lavoro del faro alla Trinity House. Nel 1879 furono aggiunti due nuovi edifici all'interno del faro e fu creata una stazione telegrafica.
Il faro fu elettrificato nel 1951, mentre fu automatizzato nel 1989. È anche installato un faro antinebbia automatico all'interno del faro. Il faro è in mani private dal 2001.